# Платформа (филм)
Платформа (шп. El hoyo) шпански је научнофантастични хорор филм из 2019. у режији Галдера Гастелуа Урутије. Глумачку поставу предводе Иван Масаге, Антонина сан Хуан, Зорион Егилор, Емилио Буале и Александра Масангкај.
Премијера је приказана у склопу Филмског фестивала у Торонту, где је освојио награду по избору публике за најбољу поноћну пројекцију. Након приказивања на фестивалу, права је откупио Netflix који га је приказао широм света 20. марта 2020. Наставак, Платформа 2, биће приказан почетком октобра 2024.

## Радња
Плоча са храном се спушта спрат по спрат у затвору. Затвореници изнад једу обилно, остављајући оне испод гладне и очајне. Побуна је неизбежна.

## Улоге
| Глумац               | Улога     |
| -------------------- | --------- |
| Иван Масаге          | Горенг    |
| Зорион Егилор        | Тримагаси |
| Антонина сан Хуан    | Имогири   |
| Емилио Буале         | Бахарат   |
| Александра Масангкај | Михару    |